# António Óscar de Fragoso Carmona
António Óscar de Fragoso Carmona António Óscar de Fragoso Carmona (Lisboa, Portugal, 24 de novembre de 1869 - 18 d'abril de 1951) va ser un polític i militar portuguès, fill i net de militars, va ser l'onzè president de la República portuguesa (el primer sota la dictadura i el posterior Estat Nou).
Va morir a causa d'una broncopneumònia, encara en el càrrec, al seu domicili de Lisboa, Fou enterrat al Monestir dels Jerònims i posteriorment les seves restes foren traslladades al Panteó Nacional, també a la capital portuguesa.